# Ibsen Castro
Ibsen Adalberto Castro Avelar (Quezaltepeque, La Libertad, El Salvador; 24 de octubre de 1988) es un futbolista salvadoreño. Juega como lateral derecho y su equipo actual es el Club Deportivo FAS.

## Trayectoria

### Inicios
Se inició jugando en las inferiores del Atlético Marte, en el 2009 es cedido al extinto equipo del Nejapa de la Primera División de El Salvador con el cual también hizo su debut como profesional  y luego 1 año después pasa para el Brasilia de la Segunda División de El Salvador realizando 13 apariciones y anotando 3 goles. En el 2011, después de una temporada regresó a Atlético Marte, donde firmó por 3 torneos y ese mismo año debuta con el equipo capitalino, durante su estancia de dos años en el equipo marciano acumuló 73 apariciones y anotando 6 goles. A mediados de 2014 se anunció que Castro firmaría con Águila, tomando la camiseta número 16. Hizo su debut con Águila en un 3-0 contra el Pasaquina.

## Selección nacional
Su debut con la Selección de fútbol de El Salvador ocurrió en el 2014 contra Selección de fútbol de República Dominicana en un partido amistoso disputando 45 minutos en la victoria de su selección por 2-0. Ha participado en la Copa Centroamericana 2014 y en las eliminatorias hacia Rusia 2018.

## Clubes
Actualizado al último partido jugado el 22 de mayo de 2024.
| Club Deportivo Atlético Marte · El Salvador | 1.ª                 | 2011-12             | 22  | 2  | - | - | - | - | 22  | 2  |
| Club Deportivo Atlético Marte · El Salvador | 1.ª                 | 2012-13             | 14  | 2  | - | - | - | - | 14  | 2  |
| Club Deportivo Atlético Marte · El Salvador | 1.ª                 | 2013-14             | 37  | 2  | - | - | - | - | 37  | 2  |
| Club Deportivo Atlético Marte · El Salvador | Total               | Total               | 73  | 6  | 0 | 0 | 0 | 0 | 73  | 6  |
| Club Deportivo Águila · El Salvador         | 1.ª                 | 2014-15             | 33  | 1  | - | - | - | - | 33  | 1  |
| Club Deportivo Águila · El Salvador         | 1.ª                 | 2015-16             | 42  | 0  | - | - | - | - | 42  | 0  |
| Club Deportivo Águila · El Salvador         | 1.ª                 | 2016-17             | 41  | 0  | - | - | - | - | 41  | 0  |
| Club Deportivo Águila · El Salvador         | Total               | Total               | 116 | 1  | 0 | 0 | 0 | 0 | 116 | 1  |
| Sonsonate Fútbol Club · El Salvador         | 1.ª                 | 2017-18             | 42  | 3  | - | - | - | - | 42  | 3  |
| Sonsonate Fútbol Club · El Salvador         | Total               | Total               | 42  | 3  | 0 | 0 | 0 | 0 | 42  | 3  |
| Club Deportivo FAS · El Salvador            | 1.ª                 | 2018-19             | 28  | 1  | - | - | 3 | 0 | 31  | 1  |
| Club Deportivo FAS · El Salvador            | 1.ª                 | 2019-20             | 28  | 2  | - | - | - | - | 28  | 2  |
| Club Deportivo FAS · El Salvador            | 1.ª                 | 2020-21             | 31  | 0  | - | - | - | - | 31  | 0  |
| Club Deportivo FAS · El Salvador            | 1.ª                 | 2021-22             | 40  | 1  | - | - | 1 | 0 | 41  | 1  |
| Club Deportivo FAS · El Salvador            | 1.ª                 | 2022-23             | 33  | 2  | - | - | - | - | 33  | 2  |
| Club Deportivo FAS · El Salvador            | 1.ª                 | 2023-24             | 25  | 0  | - | - | 2 | 0 | 27  | 0  |
| Club Deportivo FAS · El Salvador            | Total               | Total               | 185 | 6  | 0 | 0 | 6 | 0 | 191 | 6  |
| Total en su carrera                         | Total en su carrera | Total en su carrera | 416 | 16 | 0 | 0 | 6 | 0 | 422 | 16 |
| (2) No incluye goles en partidos amistosos. |                     |                     |     |    |   |   |   |   |     |    |

Segunda División de El Salvador/Reservas
| Club          | País        | Año    | Partidos | Goles |
| ------------- | ----------- | ------ | -------- | ----- |
| C.D. Brasilia | El Salvador | 2010   | 18       | 3     |
| Total:        | Total:      | Total: | 18       | 3     |

### Selección nacional
| Selección                                  | Año                 | Partidos | Goles |
| ------------------------------------------ | ------------------- | -------- | ----- |
| El Salvador                                |                     |          |       |
| 2014                                       | 7                   | 0        |       |
| 2015                                       | 3                   | 1        |       |
| 2016                                       | 0                   | 0        |       |
| 2017                                       | 0                   | 0        |       |
| 2018                                       | 1                   | 0        |       |
| 2019                                       | 4                   | 0        |       |
| 2020                                       | 1                   | 0        |       |
| 2021                                       | 1                   | 0        |       |
| Total en su carrera                        | Total en su carrera | 17       | 1     |
| Estadísticas hasta el 29 de marzo de 2021. |                     |          |       |

## Palmarés
| Título           | Club | País        | Torneo        |
| ---------------- | ---- | ----------- | ------------- |
| Primera División | FAS  | El Salvador | Clausura 2021 |
| Primera División | FAS  | El Salvador | Apertura 2022 |